# Xenoheteroconium bicolor
Xenoheteroconium bicolor är en svampart som beskrevs av Bhat, W.B. Kendr. & Nag Raj 1993. Xenoheteroconium bicolor ingår i släktet Xenoheteroconium, divisionen sporsäcksvampar och riket svampar.   Inga underarter finns listade i Catalogue of Life.